# Лесо-Берёзовка
Лесо-Берёзовка (укр. Лісо-Березівка) — село в Летичевском районе Хмельницкой области Украины.
Население по переписи 2001 года составляло 178 человек. Почтовый индекс — 31524. Телефонный код — 3857. Занимает площадь 0,827 км². Код КОАТУУ — 6823087003.

## Местный совет
31524, Хмельницкая обл., Летичевский р-н, с. Ялиновка, ул. Октябрьская, 14/а